# Aneomochtherus granitis
Aneomochtherus granitis là một loài ruồi trong họ Asilidae. Aneomochtherus granitis được Tsacas miêu tả năm 1963. Loài này phân bố ở vùng Cổ Bắc giới.